# Чико и Рита
«Чико и Рита» (исп. Chico y Rita) — испанский мультипликационный фильм 2010 года в авторском стиле о любви, мамбо и джазе. Режиссёры и постановщики — Тоно Эррандо, Хавьер Марискаль и Фернандо Труэба. Был номинирован на премию «Оскар» как лучший анимационный фильм на 84-й церемонии. Также завоевал премию «Гойя» 2012 года как лучший анимационный фильм в Испании. Музыку исполнял известный кубинский пианист Бебо Вальдес. В фильме слышна музыка таких известных композиторов как Телониус Монк, Коул Портер, Тито Пуэнте, Диззи Гиллеспи и Фредди Колл.

## Сюжет
Действие происходит в столице Кубы — Гаване. Старик возвращается с работы, включает радио и вспоминает о прошлом. История началась 60 лет назад, в 1948 году. Город охвачен лёгкой и музыкальной атмосферой. Люди, Чёрные и Белые, возвращаясь с работы, отправляются в клубы и рестораны, чтобы послушать джаз и развлечься по душе. Главный герой Чико — молодой пианист, проводя время с Рамоном и подружками в уличном клубе, влюбляется в Риту — певицу, выступавшую с песней Bésame Mucho, Чико понимает, что с ней участвовать в конкурсе будет выгодно, начинает преследовать её, уговаривая начать диалог, но она отказывается. Позже Чико и Рамон отправляются в «Клуб Тропикана» и волей судьбы случайно встречают Риту. В этот вечер должно было состояться выступление джазового концерта, но пианиста не было. Организатор вечера, услышав, что Чико пианист, предлагает ему выступить. Чико, демонстрируя свои отличные навыки музыкального искусства, с первой читки нотной партии справляется с пьесой. После этого Рита соглашается сбежать вместе с Чико и Рамоном от белого ухажёра. Главный герой отводит девушку к себе домой и у них происходит в кровати первая любовь… Но утром к Чико заходит его давняя подружка и, удивив голую Риту, устраивает истерику и дерётся с ней. Девушка в полном недоумении покидает квартиру Чико.
Главный герой уговаривает своего друга, чтобы Рита поучаствовала с ним в концерте или он сам не пойдёт туда. Рита с трудом, но соглашается. Они оба выигрывают в конкурсе и снова сближаются. Несколько недель спустя Рите предлагают начать свою карьеру в Нью-Йорке в качестве джазовой певицы. Для неё это был большой шанс стать знаменитой за пределами Кубы. Но Рита соглашается с условием, что вместе с ней всегда будет выступать Чико в качестве пианиста. Чтобы рассказать о своей идее, она ждёт его до ночи у него дома. Но Чико возвращается пьяный с той самой женщиной, которая подралась с Ритой. Рита в слезах убегает, а не следующий день без предупреждения садится на американский лайнер, отплывающий в Нью-Йорк. Чико и его друг Рамон, накопив деньги, отправляются вслед за ней. Прибыв в Нью-Йорк, Чико узнаёт, что Рита стала известной певицей. Он отправляется к ней, но она больше его не признаёт и просит уйти. Чико и Рамон встречаются с известным музыкантом — Чаном Посо, так как они получили рекомендацию от его сестры, живущей на Кубе. Чано нападает на дилера, узнав, что он продал орегано вместо марихуаны и был в этот день убит им же в местном баре. Позже Чико успешно устраивается работать пианистом в крупном отеле «Плаза». Во время одного из вечерних концертов в отель прибывает много важных персон и туда же прибывает Рита. Риту гости принимают тепло, и она замечает Чико, позже Рита следом за Чико отправляется в столовую, чтобы перекусить. Там они заводят душевный разговор и Рита приглашает уехать вместе с ней в другой отель. По дороге Рита внезапно целует Чико и, приехав, они снова проводят ночь вместе. Утром девушка исчезает, написав на стекле в ванной «Мне нужно снова тебя поцеловать». Рита отправилась в Калифорнию на съёмки фильма, а Чико приглашают выступать на гастролях в Париже и в Европе. В это время Рита становится знаменитой благодаря фильму. А Чико, живя в Париже находит себе новую белую французскую подружку. Так он под вдохновением написал новую песню и называет её Рита, но потом, подумав, переименовывает в «Лили». Рита, несмотря на успешную карьеру, не удовлетворена, потому что рядом нету Чико и её часто дискриминируют из-за её африканского происхождения. Девушка случайно слышит по радию песню Чико, ставшую хитом. Но расстраивается, когда узнает, что название песни — Лили, решив, что Чико нашёл себе нового партнёра. Она приезжает в Париж, чтобы поиздеваться над ним, но узнает, что Лили — это имя маленькой собачки. После этого Рита и Чико снова сливаются в горячем поцелуе. Чико и Рита собираются встретиться после выступления Риты в новогоднюю ночь в мотеле в Вегасе, однако агент Риты, который изначально был против их союза, вынуждает Рамона подкинуть Чико наркотики. Так полицейские совершают рейд на подпольный концерт, где играл Чико. Его арестовывают, депортируют на Кубу. Рита, перед съёмками опьянённая в резкой форме, начинает осуждать расизм в Америке и коллег, не раз оскорблявших её из-за тёмной кожи, из-за чего её уволили. На Кубе происходит революция и устанавливается социалистический режим. Джаз и мамбо как «капиталистическая музыка» становится вне закона и Чико из-за этого окончательно разочаровывается в жизни и прекращает полностью свою музыкальную карьеру. Проходит 60 лет и уже стариком Чико чистит ботинки прохожим. Однажды к нему приходит молодая девушка и приглашает его участвовать в мировом турне. Получив достаточно денег, Чико отправляется в Америку и узнаёт, что его друг Рамон давно умер. Он находит агента Риты в доме престарелых и узнает, где Рита. Прибыв в тот самый мотель в Вегасе, он находит Риту в том же номере. Рита говорит Чико, что хозяева мотеля позволили ей остаться в этом номере на правах горничной, так, чтобы она могла всегда ждать Чико. И со слезами счастья они в последний раз сливаются в горячем поцелуе…

## Предпосылка к созданию
За 9 лет до создания мультфильма режиссёр Фернандо Труэба и художник Хавьер Марискаль объединились для создания документального фильма о латино-джазовой музыке Calle 54 (2000). Они вместе создали «джазовый» ресторан в Мадриде. Позже у Хавьера появилась идея снять полнометражный мультфильм, посвящённый кубинской джазовой музыке 40—50-х годов. Эту идею многие с удовольствием поддержали.

## Расизм в мультфильме
Фильм создаёт довольно чёткую картину положения чёрных в Америке в 40-е и 50-е годы, например, демонстрируя расовую сегрегацию, существовавшую на Кубе и в США. Так, во многие общественные заведения не впускали чёрных. Рита, став знаменитой актрисой в США, находилась всё время в стрессовом состоянии, потому что терпела бесконечные критики и угрозы на расовой почве, на концерте в опьянённом состоянии она сорвалась и раскритиковала в жёсткой форме расизм, за что была вынуждена оставить свою карьеру.

## Релиз
Компания Disney собиралась выпустить мультфильм в испанский прокат 25 февраля на более чем 100 экранах. Также фильм был показан на многочисленных кинофестивалях.
- Теллуридский кинофестиваль 4 сентября 2010 года
- Международный кинофестиваль в Торонто в сентябре 2010 года[14]
- Лондонский испанский кинофестиваль 6 октября 2010 года[15]
- Лондонский кинофестиваль Латинской Америки в ноябре 2010 года[16]
- Голландский фестиваль анимационных фильмов в ноябре 2010 года[17][18]
- Кейптаун Дизайн / Дизайн кинофестиваль в Инбаде. Февраль 2011[19]
- Международный кинофестиваль Майами марта 2011[20]
- Берлинская конференции дизайна 19 мая[21]
- Кинофестиваль Тринидад и Тобаго (открытие гала-шоу). Сентябрь 2011